# ر. جاي دواين ميلر
ر. جاي دواين ميلر هو فيزيائي وأستاذ جامعي وكيميائي كندي، ولد في 18 أبريل 1956 في وينيبيغ في كندا.